# Prashant Kishor
Prashant Kishor Pandey, känd som PK, född 1977, är en indisk politisk strateg. Han arbetade i folkhälsoprogram finansierade av FN i åtta år innan han gav sig in i indisk politik som politisk strateg. Han har i den senare rollen arbetat för flera indiska partier, inklusive Bharatiya Janata Party, BJP, det styrande partiet med premiärminister Narendra Modi i spetsen.